# Лейф Еріксон

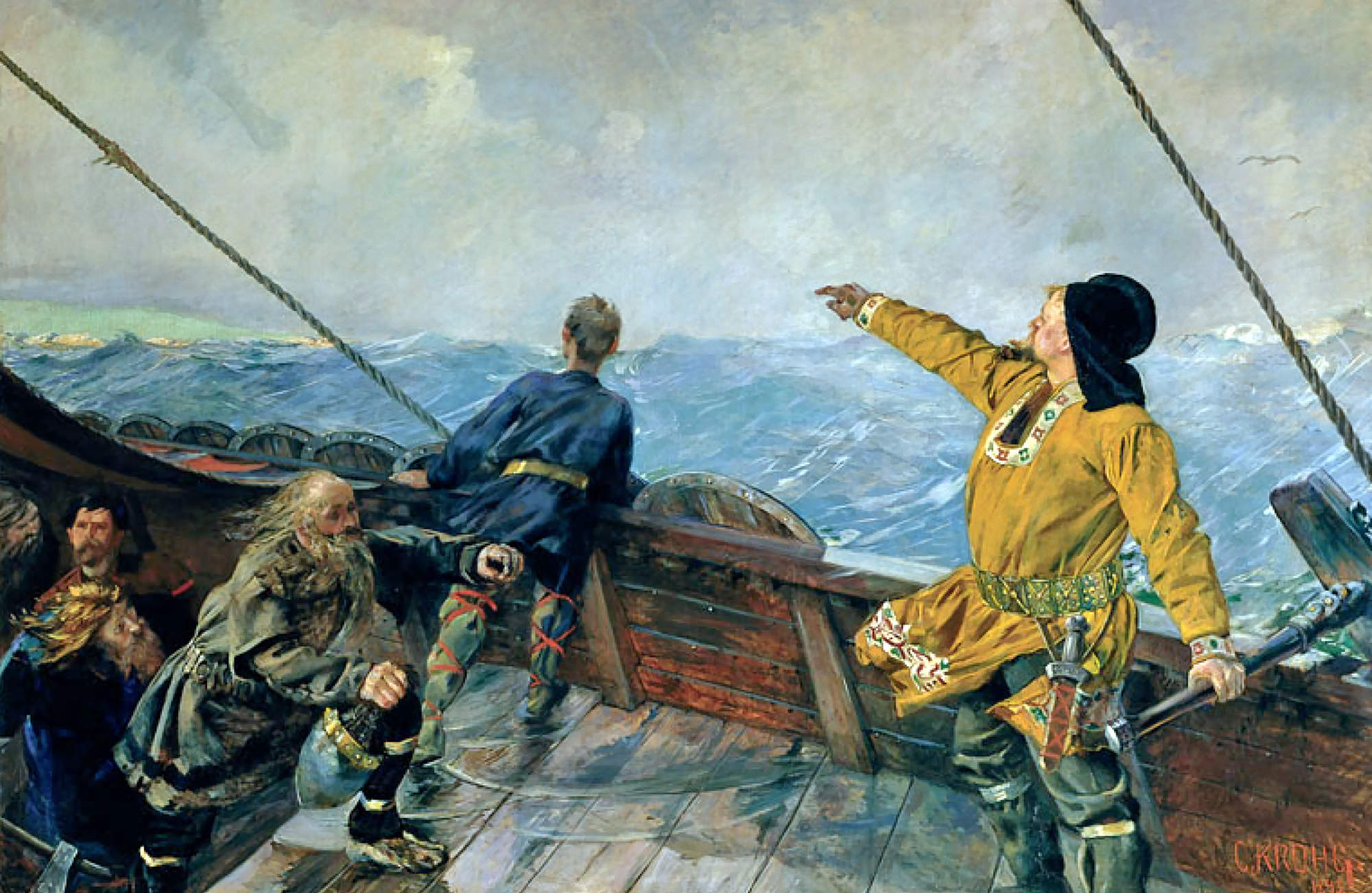
Лейф Еріксон відкриває Америку, картина Кристіана Крога (1893)

Лейф Е́ріксон (972 , Eiríksstaðird, Ісландська Вільна держава  — 1020 , Браттаглід, Куяллек і Гренландія ) — скандинавський мореплавець і дослідник, син першовідкривача Гренландії Еріка Рудого, онук Торвальда Асвальдсона (ісл. Thorvald Asvaldsson). Імовірно, перший європеєць, який побував у Північній Америці за п'ятсот років до Христофора Колумба. Про походи Лейфа відомо з таких манускриптів як «Сага про Еріка Рудого» і «Сага про гренландців». Їхня достовірність була підтверджена археологічними відкриттями XX століття.

## Біографія

### Родина
Лейф Еріксон народився в Ісландії в сім'ї Еріка Рудого, якого через вбивство ним людини вигнали з Норвегії разом зі всією його родиною. У 982 році сім'я Еріка була змушена покинути й Ісландію, бо він вбив іще двох людей. Лейф разом із сім'єю батька поселився в нових колоніях у Гренландії. У Лейфа Еріксона було два брати, Торвальд і Торстейн, і одна сестра, Фрейдіс. У Лейфа була дружина Торгуна та син Торкель Лейфсон.
Перед походом в Америку Лейф здійснив торгову експедицію до Норвегії. Тут Лейф прийняв хрещення від Олафа Трюгвальсона, короля Норвегії та колишнього вихованця князя Володимира. За прикладом Олафа Лейф привіз до Гренландії християнського єпископа та охрестив її. Його мати та багато гренландців прийняли християнство, але батько, Ерік Рудий, залишився язичником. На зворотному шляху Лейф врятував ісландця Торіра, який зазнав аварії, і за це отримав прізвисько «Лейф Щасливий».

### Відкриття Америки
Після повернення додому в Гренландію Лейф зустрів норвежця Б'ярні Герйольфссона, який розповідав, що бачив на заході далеко в морі обриси землі. Лейф зацікавився цією розповіддю і вирішив дослідити нові землі. Приблизно в 1000 році Лейф Еріксон з командою з 35 осіб відплив на захід на кораблі, який купив у Б'ярні. Вони відкрили три регіони американського узбережжя: Хеллуланд (очевидно, Баффінова Земля), Маркланд (півострів Лабрадор) і Вінланд, який свою назву отримав за велику кількість виноградних лоз, що там росли (можливо, це було узбережжя Ньюфаундленда поблизу сучасного містечка Л'Анс-о-Медоуз). Тут були засновані декілька поселень, де вікінги залишились на зиму. Повернувшись додому, Лейф віддав корабель своєму братові Торвальду, який замість нього відплив далі досліджувати Вінланд. Експедиція Торвальда була невдалою: скандинави зітнулися зі «скарлінгами» — північноамериканськими індіанцями, і під час сутички Торвальд загинув.
Згідно з ісландськими легендами, Ерік і Лейф вирушали в експедиції не наосліп, а спираючись на розповіді очевидців, як, наприклад, Б'ярні, які бачили на горизонті невідомі землі. Таким чином, Америка в певному сенсі була відкрита ще до 1000 року. Але саме Лейф першим здійснив повноцінну експедицію вздовж берегів Вінланда, дав йому ім'я, висадився на берег і навіть спробував колонізувати територію. За розповідями Лейфа і його людей, які стали основою для скандинавських «Саги про Еріка Рудого» та «Саги про гренландців», були складені перші карти Вінланду.

### Останні роки
Остання згадка про живого Лейфа датується 1019 роком, до 1025 року керівництво Еріксфйордом він передав синові Торкелю. У сагах нічого не згадується про смерть Лейфа — він, імовірно, помер між цими датами в Гренландії. Про родину Лейфа більше нічого не відомо, окрім правонаступництва Торкеля.

## Вшанування пам'яті

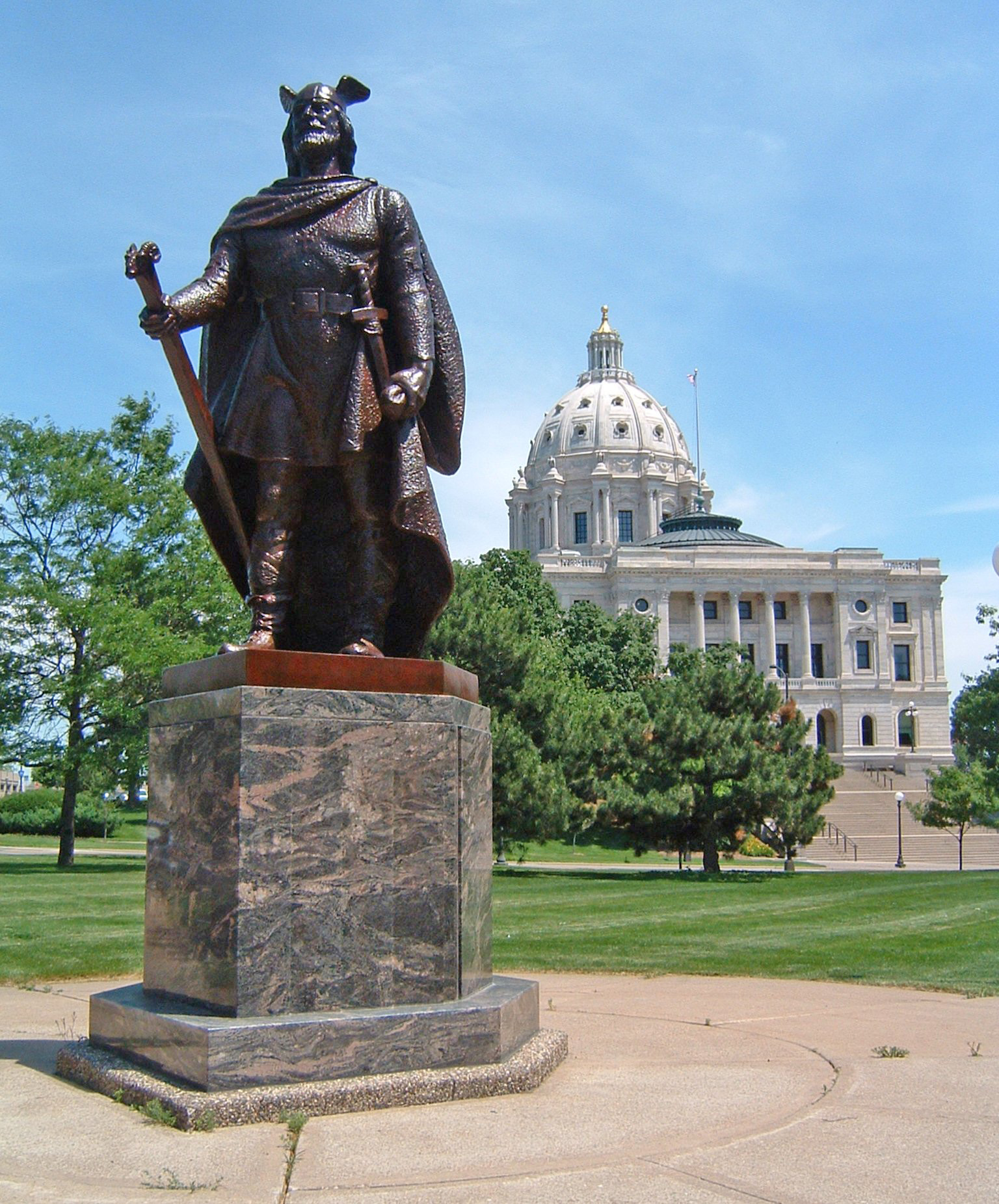
Пам'ятник Лейфу Еріксону в Сент-Пол (Міннесота)

На честь Лейфа Еріксона названо головне міжнародне летовище Ісландії у Кефлавіку. У 1887 році в Бостоні Лейфу Еріксону поставили пам'ятник. Щороку 9 жовтня в США відбувається день Еріксона.

## Лейф Еріксон у сучасній культурі

### Кінематограф
- Німий фільм «Вікінг» 1928 року розповідає про відкриття Вінланда Лейфом Еріксоном.
- Режисерська версія фільму «Маска» 1994 року починається з приїзду в майбутню Північну Америку Лейфа Еріксона, який прибув на «край світу», щоб завезти якнайдалі від людей маску бога Локі.
- Серіал «Вікінги: Вальгалла» (2022-24)

### Музика
- Походові Лейфа Еріксона присвячений концептуальний альбом норвезько-німецької метал-групи Leaves' Eyes «Vinland Saga», 2005 року.

### Мультиплікація
- У мультсеріалі «Губка Боб Квадратні Штани» в серії «Бульбашка Бадді» з'ясовується, що Бікіні Боттомці святкують день Лейфа Еріксона.

### Ігри
- «Корсари: Повернення Легенди» — з'являється на острові Гваделупа у вигляді мумії та антагоніста, зображується чарівником і надзвичайно розумною і підступною людиною (зумів викликати демона, ув'язнити його в лампі, з якої демон не міг вибратися, зробити ключ від своєї гробниці, здійснити обмін тілами гравця і його самого, воскресити своїх слуг)[джерело?].
- «Корсари: Місто втрачених кораблів» — з'являється в тому ж квесті й вигляді, що і Корсари: Повернення Легенди[джерело?].

### Аніме
У 2019 році вийшло аніме під назвою «Сага про Вінланд», де згадується саме він.